# Проспект Енергетиків
Проспект Енергетиків — проспект у Красногвардійському районі Санкт-Петербургу, що починається від Заневського проспекту та йде до проспекту Маршала Блюхера.
Проспект отримав назву 12 листопада 1962 року на честь енергетиків.
Первинно він починався від вулиці Дегтярьова та йшов до Аннікова проспекту (колишня назва проспекту Маршала Блюхера). Наприкінці 1970-их років заради прокладення нового відрізку проспекту на південь до Заневського проспекту було знищено частину Большеохтинського кладовища. Ділянка проспекту, розташована від Магнітогорської до Якірної вулиці, раніше входила до Магнітогорської вулиці.